# Michael Raelert
Michael Raelert, né le 29 août 1980 à Rostock, est un triathlète allemand, double vainqueur du championnat du monde  d'Ironman 70.3 en 2009 et 2010.

## Biographie
Michael Raelert est sacré champion national sur la distance M à Schliersee en 2005 et réédite cette victoire trois ans plus tard. En 2009, il s'engage sur des distances plus longues et remporte le championnat du monde d'Ironman 70.3 à Clearwater, en signant le record de la course.
En 2010, il gagne toutes les courses auxquelles il participe. Il remporte le titre européen et un second titre de champion du monde d'Ironman 70.3 et. Il fait ses débuts sur distance Ironman en 2012 et poursuit ses participations sur 70.3. et remporte un troisième fois le titre européen sur 70.3, avec un nouveau record de l'épreuve.
En fin d'année 2013, il subit une opération au genou et prend une année sabbatique afin de préparer sa rééducation et son retour. En août 2014, il prend le départ du Challenge Walchsee-Kaiserwinkl sur la distance half Ironman (1,9 km de natation, 90 km de vélo et 21 km course à pied) où il termine troisième. Après l'Ironman 70.3 Rügen, il  gagne encore quatre Ironman 70.3 et remporte en décembre le Challenge Bahreïn et la dotation exceptionnelle offerte au vainqueur de 100 000 dollars.
Michael Raelert est le frère cadet de quatre ans d'Andreas Raelert, triathlète vice-champion du monde Ironman en 2010, 2012 et 2015.

## Palmarès
Le tableau présente les résultats les plus significatifs (podium) obtenus sur le circuit national et international de triathlon depuis 2005.
| Année | Compétition                        | Pays       | Position      | Temps           |
| ----- | ---------------------------------- | ---------- | ------------- | --------------- |
| 2017  | Ironman 70.3 Elsinore              | Danemark   | Médaille d'or | 3 h 42 min 52 s |
| 2015  | Ironman 70.3 Miami                 | États-Unis | Médaille d'or | 3 h 43 min 23 s |
| 2015  | Ironman 70.3 Rügen                 | Allemagne  | Médaille d'or | 3 h 50 min 1 s  |
| 2014  | Challenge Bahreïn                  | Bahreïn    | Médaille d'or | 3 h 36 min 4 s  |
| 2014  | Ironman 70.3 Ballarat              | Australie  | Médaille d'or | 3 h 48 min 33 s |
| 2014  | Ironman 70.3 Mandurah              | Australie  | Médaille d'or | 3 h 35 min 55 s |
| 2014  | Ironman 70.3 Miami                 | États-Unis | Médaille d'or | 3 h 43 min 38 s |
| 2014  | Ironman 70.3 Rügen                 | Allemagne  | Médaille d'or | 3 h 53 min 10 s |
| 2013  | Ironman 70.3 Berlin                | Allemagne  | Médaille d'or | 3 h 46 min 56 s |
| 2012  | Ironman Ratisbonne                 | Allemagne  |               | 8 h 18 min 53 s |
| 2012  | Championnat d'Europe Ironman 70.3  | Allemagne  |               | 4 h 3 min 58 s  |
| 2012  | Ironman 70.3 Majorque              | Espagne    |               | 3 h 57 min 8 s  |
| 2012  | Ironman 70.3 Suisse                | Suisse     |               | 3 h 44 min 13 s |
| 2011  | Ironman 70.3 Phuket                | Thaïlande  |               | 3 h 51 min 36 s |
| 2011  | Ironman 70.3 Miami                 | États-Unis |               | 3 h 48 min 1 s  |
| 2011  | Ironman 70.3 Austin                | États-Unis |               | 3 h 47 min 48 s |
| 2010  | Championnat du monde Ironman 70.3  | États-Unis |               | 3 h 41 min 19 s |
| 2010  | Championnat d'Europe Ironman 70.3  | Allemagne  |               | 4 h 3 min 47 s  |
| 2010  | Ironman 70.3 Californie            | États-Unis |               | 3 h 58 min 27 s |
| 2010  | Ironman 70.3 Suisse                | Suisse     |               | 3 h 47 min 47 s |
| 2009  | Championnat du monde Ironman 70.3  | États-Unis |               | 3 h 34 min 4 s  |
| 2009  | Championnat d'Europe Ironman 70.3  | Allemagne  |               | 4 h 5 min 25 s  |
| 2005  | Coupe d'Europe - l'étape de Genève | Suisse     |               | 2 h 2 min 53 s  |